# Фінал кубка Німеччини з футболу 1967
Фінал Кубка Німеччини з футболу 1967 — фінальний матч розіграшу кубка Німеччини сезону 1967 відбувся 10 червня 1967 року. У поєдинку зустрілися «Гамбург» з однойменного міста та мюнхенська «Баварія». Перемогу з рахунком 4:0 здобула «Баварія».
| Володар Кубка Німеччини 1967 |
| ---------------------------- |
|                              |
| «Баварія» Третій титул       |

## Учасники
| Клуб      | Участей | Роки (жирним виділено перемоги) |
| --------- | ------- | ------------------------------- |
| «Гамбург» | 2       | 1956, 1963                      |
| «Баварія» | 2       | 1957, 1966                      |

## Шлях до фіналу
| Раунд                                                   | Противник           | Рахунок                           |
| ------------------------------------------------------- | ------------------- | --------------------------------- |
| 1/16                                                    | «Альтона» (Г)       | 6–0                               |
| 1/8                                                     | «Кельн»             | 0–0 дч (Г) 2–0 (Д) (перегравання) |
| 1/4                                                     | «Кікерс» (Оффенбах) | 0–0 дч (Г) 2–0 (Д) (перегравання) |
| 1/2                                                     | «Алеманія» (Д)      | 3–1                               |
| (Д) = Вдома; (Г) = У гостях; (Н) = На нейтральному полі |                     |                                   |

| Раунд                                                   | Противник         | Рахунок |
| ------------------------------------------------------- | ----------------- | ------- |
| 1/16                                                    | «Герта» (Г)       | 3–2 дч  |
| 1/8                                                     | «Еркеншвік» (Г)   | 3–1     |
| 1/4                                                     | «Шальке 04» (Г)   | 3–2     |
| 1/2                                                     | «Мюнхен 1860» (Д) | 3–1     |
| (Д) = Вдома; (Г) = У гостях; (Н) = На нейтральному полі |                   |         |

## Матч

### Деталі
| 10 червня 1967 16:00 (CET) |

| Гамбург | 0:4      | Баварія                                             |
| ------- | -------- | --------------------------------------------------- |
|         | Протокол | Мюллер 23', 76' Ольгаузер 72' Бреннінгер 85' (пен.) |

| Неккарштадіон, Штутгарт Глядачів: 68 000 Арбітр: Карл Німаєр |

|  |  |

| В                |  | Горст Шноор       |
| З                |  | Віллі Шульц       |
| З                |  | Юрген Курб'юн     |
| З                |  | Егон Горст        |
| З                |  | Гельмут Сандманн  |
| З                |  | Дітер Штраус      |
| ПЗ               |  | Ганс Шульц        |
| ПЗ               |  | Манфред Польшмідт |
| Н                |  | Герт Дерфель      |
| Н                |  | Уве Зеелер (к)    |
| Н                |  | Бернд Дерфель     |
| Головний тренер: |  |                   |
| Йозеф Шнайдер    |  |                   |

| В                  |  | Зепп Маєр             |
| З                  |  | Ганс-Георг Шварценбек |
| З                  |  | Вернер Ольк (к)       |
| З                  |  | Франц Бекенбауер      |
| З                  |  | Петер Купфершмідт     |
| ПЗ                 |  | Дітер Кульманн        |
| ПЗ                 |  | Франц Рот             |
| Н                  |  | Дітер Бреннінгер      |
| Н                  |  | Герд Мюллер           |
| Н                  |  | Райнер Ольгаузер      |
| Н                  |  | Рудольф Нафцигер      |
| Головний тренер:   |  |                       |
| Златко Чайковський |  |                       |